# Troy Balderson
William Troy Balderson (Zanesville, 16 gennaio 1962) è un politico statunitense, membro della Camera dei Rappresentanti per lo stato dell'Ohio dal 2018.

## Biografia
Nato e cresciuto nel sud-est dell'Ohio, Balderson studiò all'Università statale dell'Ohio prima di entrare in politica con il Partito Repubblicano.
Nel 2008 venne eletto alla Camera dei Rappresentanti dell'Ohio e nel 2011 sostituì il dimissionario Tom Niehaus al Senato dell'Ohio venendo poi eletto per un mandato pieno al 2012.
Nel 2018 si candidò alle elezioni speciali del 24 agosto per il seggio alla Camera dei Rappresentanti dopo le dimissioni del compagno di partito Pat Tiberi e si aggiudicò la competizione, battendo il democratico Danny O'Connor per soli 1680 voti (0,8%). Si insediò come deputato il 5 settembre 2018.